# Lamerdingen
Lamerdingen är en kommun och ort i Landkreis Ostallgäu i Regierungsbezirk Schwaben i förbundslandet Bayern i Tyskland.
Kommunen ingår i kommunalförbundet Buchloe tillsammans med staden Buchloe, köpingen Waal och kommunen Jengen.